# Чатсуорт-хаус
Чатсуорт-хаус (англ. Chatsworth House) в Дербишире — один из самых пышных «домов-сокровищниц» Англии, на протяжении столетий служивший главной резиденцией герцогов Девонширских из семейства Кавендишей. Это редкий для Англии пример эстетики барокко, по утончённости архитектурных и декоративных решений соперничающий с Бленимским дворцом и замком Говардов.
Возведение дворца начал в 1687 году 1-й герцог Девонширский — потомок Бесс из Хардвика, построившей близлежащий Хардвик-холл. Для строительства своей резиденции он нанял ведущих архитекторов своего времени, знакомых с континентальной барочной традицией, — Уильяма Талмана и Уильяма Арчера. Последний также спроектировал ряд садовых павильонов, включая известный дом-водопад (1696—1703).
В середине XIX века садовником герцога Девонширского служил Джозеф Пакстон, известный как строитель Хрустального дворца в Лондоне. На территории Чатсвортского парка он создавал водопады и другие новаторские конструкции, поражавшие воображение современников, а для одного из визитов в Чатсворт королевы Виктории первым в Европе вырастил в специально построенной для этой цели оранжерее чудо-растение — амазонскую викторию.
Поколение за поколением герцогов Девонширских наполняли семейное гнездо бесценными произведениями искусства. После Второй мировой войны выяснилось, что поместье обременено долгами в 7 млн фунтов, и значительную часть собрания пришлось пустить с молотка. В настоящее время содержание Чатсуорт-хауса финансируется за счёт привлечения туристов и сдачи территории в аренду для съёмок фильмов (из последних — «Гордость и предубеждение», «Герцогиня», «Человек-волк»).
|                   |  |             |  |                    |
| Парадная лестница |  | Южный фасад |  | Охотничья сторожка |